# سنسنب
سنسنب أو سنيسنب، هي ملكة مصرية قديمة غير حاكمة أو زوجة ملك، عاشت في أوائل الأسرة الثامنة عشرة، وهي أم الملك تحتمس الأول، وليس من المؤكد من هو زوجها لكن يعتقد أنه الملك أمنحتب الأول وأنها كانت محظية أو زوجة ثانوية.

## حياتها
الملكة سنسنب معروفة بفضل لوحة موجودة حالياً في متحف القاهرة (تحت رقم CG34006) ، وقد وجدت في منطقة وادي حلفا، حيث تظهر عليها مقسمة يمين ولاء كأم للملك أثناء تتويج ابنها تحتمس الأول. كما تم تصوير الملكة سنسنب في نقوش في معبد حتشبسوت في الدير البحري.

## ألقابها
- أم الملك.
- سيدة الأرضين.